# Avala (kula u Vrgorcu)
Kula Avala je fortifikacijski objekt u Vrgorcu, Hrvatska. Pripada nizu dobro očuvanih materijalnih ostataka osmanske kulturne baštine u gradu, prije svega kulâ.
U gradu je danas osam turskih kula znane pod imenima Kula Avala, Kapetanovića kula (Dizdarevićeva kula), Cukarinovićeva kula, Pakerova kula, Muminova kula, Raosova kula.

## Položaj
Smještena je između najviših četvrti Vrgorca i vrgoračke Gradine, pedeset koraka od vrata glavne utvrde. Položajem sa svih strana štiti pristup Gradini, što je čini gotovo neosvojivom. Slična je građevini u Kuli Norinskoj.

## Povijest
Vrgorac je istrpio dva stoljeća osmanlijske vlasti. Iz tog vremena ostalo je dosta očuvanih objekata, za razliku od ostatka južnih hrvatskih krajeva. Smatra se da je izgrađena za osmanlijske vlasti, jer oblikom podsjeća na osmanlijski stil građenja i vrlo je slična kuli u Drnišu. Mlečani su zauzeli Vrgorac od Osmanlija 1690. godine. Tim povodom oslikao prvi ju je oslikao i opisao mletački narednik Rubia u izvješću generalnom providuru mletačke provincije Dalmacije i Albanije Alessandru Molinu. Crtež je naslikan brzinski guščjim perom i pridodan izvješću. Nakon oslobođenja od Osmanlija nisu srušene, nego su bili mjesto stanovanja i povremeno obnavljane. Protjek vremena nagrizao je kulu pa je postala ruševina. Novi opis tvrđave datira iz 1749. godine. Opisao ju je mletački vojni inženjer Ivan Frano Rossini, koji ju je i prvi put nazvao Avala (arapski za "uzdignuti položaj"). Iz ovog opisa doznaje se da je ruševina i da je sazidana je od nepravilnih komada kamena. Naše doba dočekala je kao derutna ruševina.

## Opis
Iz Rubijevog izvješća imamo crtež Vrgorca iz 1690. gdje vidimo Avalu. Kula je valjkasta, zato što joj je baza krug. Glatki krov kule sukladno bazi je oblika stošca na kojem se vihori zastava. Zid je bio ravan. Krov je bio pričvršćen na zid. Krov je bio vjerojatno od drveta ili kamena. 1749. ulaz u kulu bio je na zapadu, uzdignut visoko i do nj se penjalo preko ljestava. Latinski križ urezan je na južnom dovratniku. Zid kule širine je 130 centimetara. Na zidu su dva reda puškarnica. Justerov crtež Vrgorca s početka 18. stoljeća, potvrđuje da je izgled Avale s krovom ostao isti i za vrijeme mletačke vlasti, jedino što nije imala zastavu na krovu. 
Nakon restauracije u 20. stoljeću dodani su kameni zupci, kojih nije bilo u najstarijem prikazu.

## Obnova
Budući da su se najviši dijelovi zidova polako urušavali, dio oko ulaza bio potpuno razoren, okolica zarasla u draču te je bila otežana za pristup, prišlo se obnovi. Restauracijom je obnovljena kula i obližnji bunar. Nakon ovih zahvata kula izgleda kao danas. Restauracija nije najbolje sprovedena. Vidljivo je iz dijela kule koji daje najprepoznatljiviji izgled, krov.

## Vanjske poveznice
- Vrgorac Turska kula Avala
- Pixsell Vrgorac: Tvrđava Gradina i okrugla kula Avala
- TZ Vrgorac  Arhivirana inačica izvorne stranice od 6. ožujka 2016. (Wayback Machine) Spomenici